# Sublegatus modestus
Sublegatus modestus là một loài chim trong họ Tyrannidae.